# アナパ
座標: 北緯44度52分 東経37度22分 / 北緯44.867度 東経37.367度

アナパの紋章

アナパ（アナーパ、ロシア語: Ана́па、アディゲ語: Быгъуркъал、Anapa）はロシア連邦の南部、クラスノダール地方にある黒海北岸の都市。アゾフ海の入口近くに位置する。もとはアディゲ人のナトゥハイ部族が住む港町であったが、今日では多くのサナトリウムやホテルが集中する海浜リゾート都市となっている。人口は8万1863人（2021年）。

## 地理

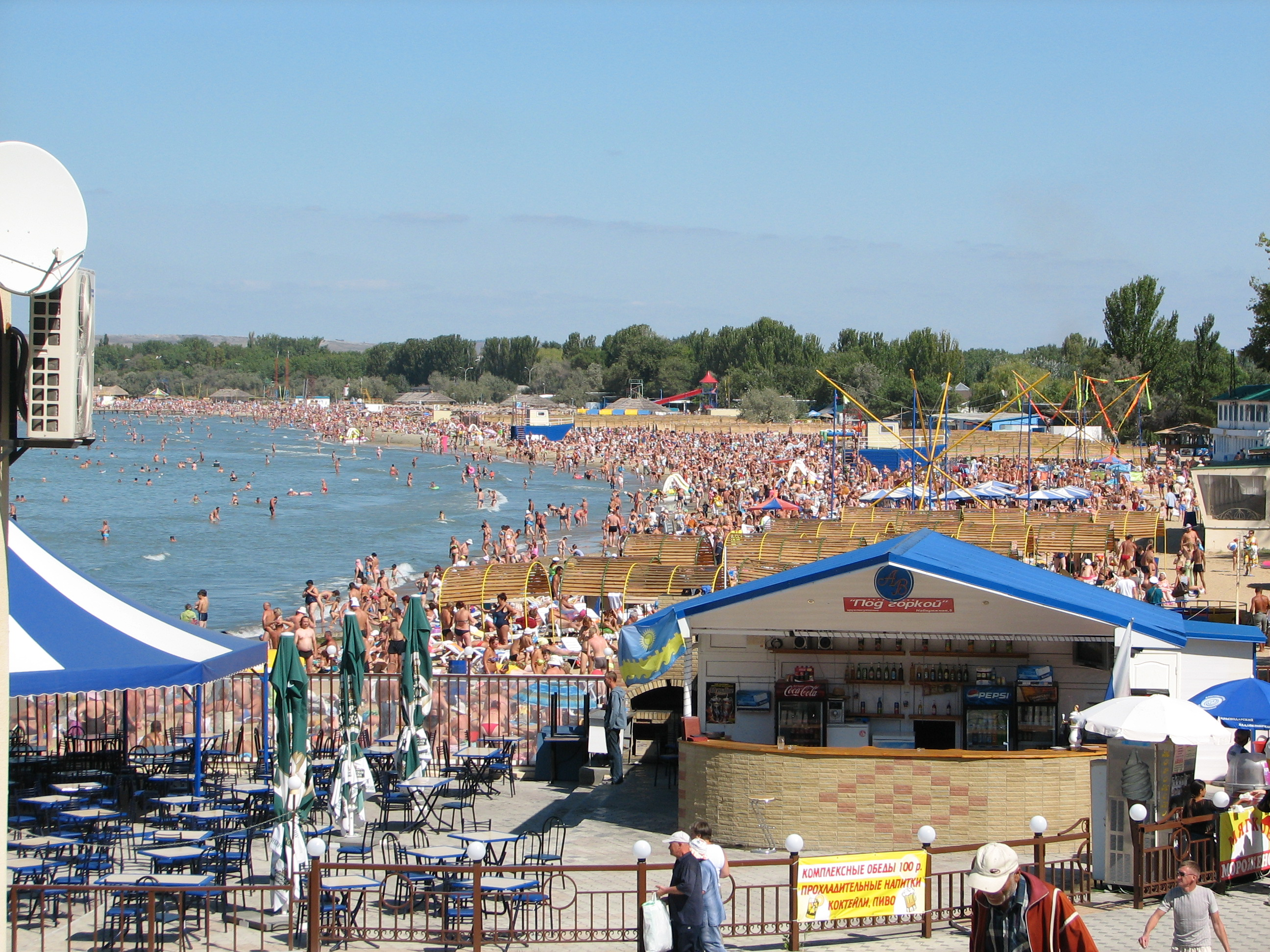
アナパのビーチ

アナパはコーカサス山脈から北西へ広がる山地のふもとにあり、西は黒海に面している。アナパから西へはタマン半島が突き出しており、クリミア半島とケルチ海峡を挟んで接近し、アゾフ海を黒海から隔てている。
アナパは州都クラスノダルからは西へ160km。最寄の都市には、南東へ50kmほどの位置にある港湾都市ノヴォロシースク、北へ50kmのアゾフ海南岸に位置する港湾都市テムリュクがある。
黒海に面しコーカサスから続く山に囲まれているため、気候は温和で、1月の平均気温は1度、7月の平均気温は23度、月平均降水量は400mmとなっている。しかし冬にはマイナス20度まで気温が下がり霜が下りる年もある。

## 歴史

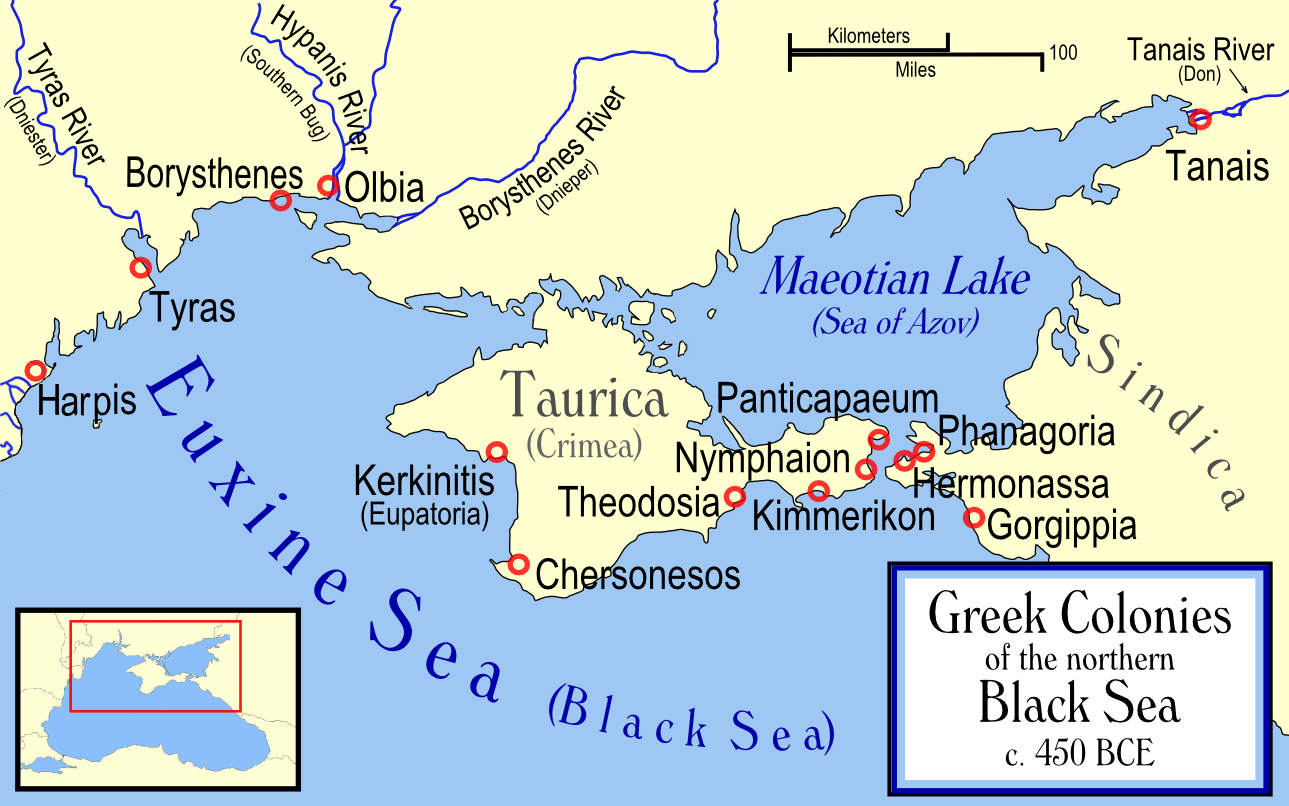
ギリシア人が黒海沿岸に築いた植民都市。ゴルギッピア（Gorgippia）とあるのが今日のアナパ

アナパ周辺は古代以来の歴史をもつ。最初はシンダ（Sinda）という名の大きな港で、シンディカ（Sindica）地方の中心都市であった。紀元前6世紀、シンダのあった場所に古代ギリシア人（ポントス人）が植民し、ケルチ海峡周囲を治めるボスポロス王国の王の名を採ってゴルギッピアと名づけた。
ゴルギッピアは紀元前3世紀から紀元前2世紀にかけて全盛期を迎え、ゴルギッピアの船主が形成したギルドが黒海の東半分の海上交易の支配権を握った。当地の権力者でヘロドロス（Herodoros）の息子であるネオクレス（Neokles）の像がロシア人考古学者により発掘され、現在はロシア美術館に展示されている。しかしゴルギッピアは3世紀頃、ボスポロス王国のほとんどの地域と同様に遊牧民族による略奪を受け、繁栄は終わった。

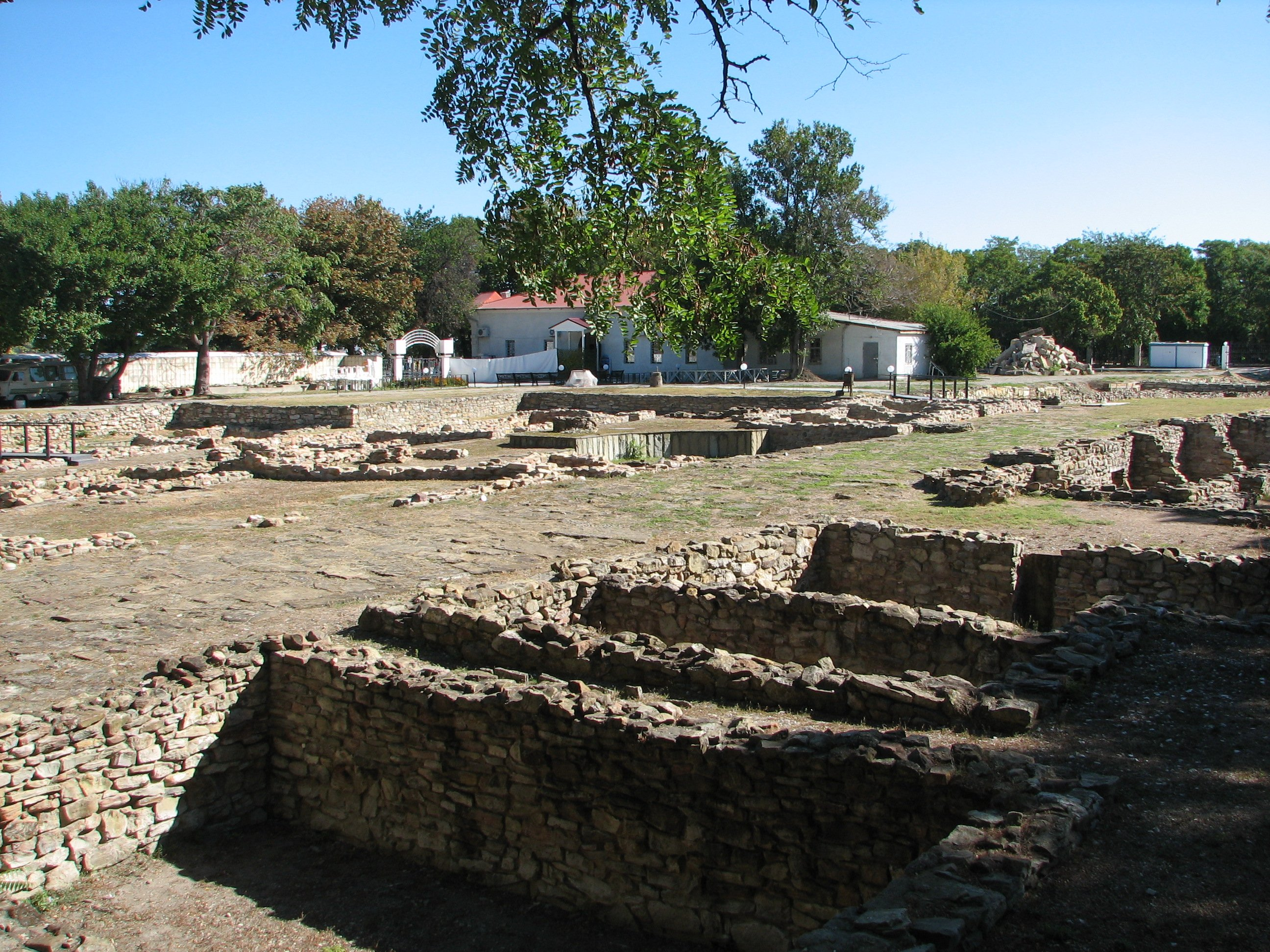
古代のゴルギッピアの発掘現場

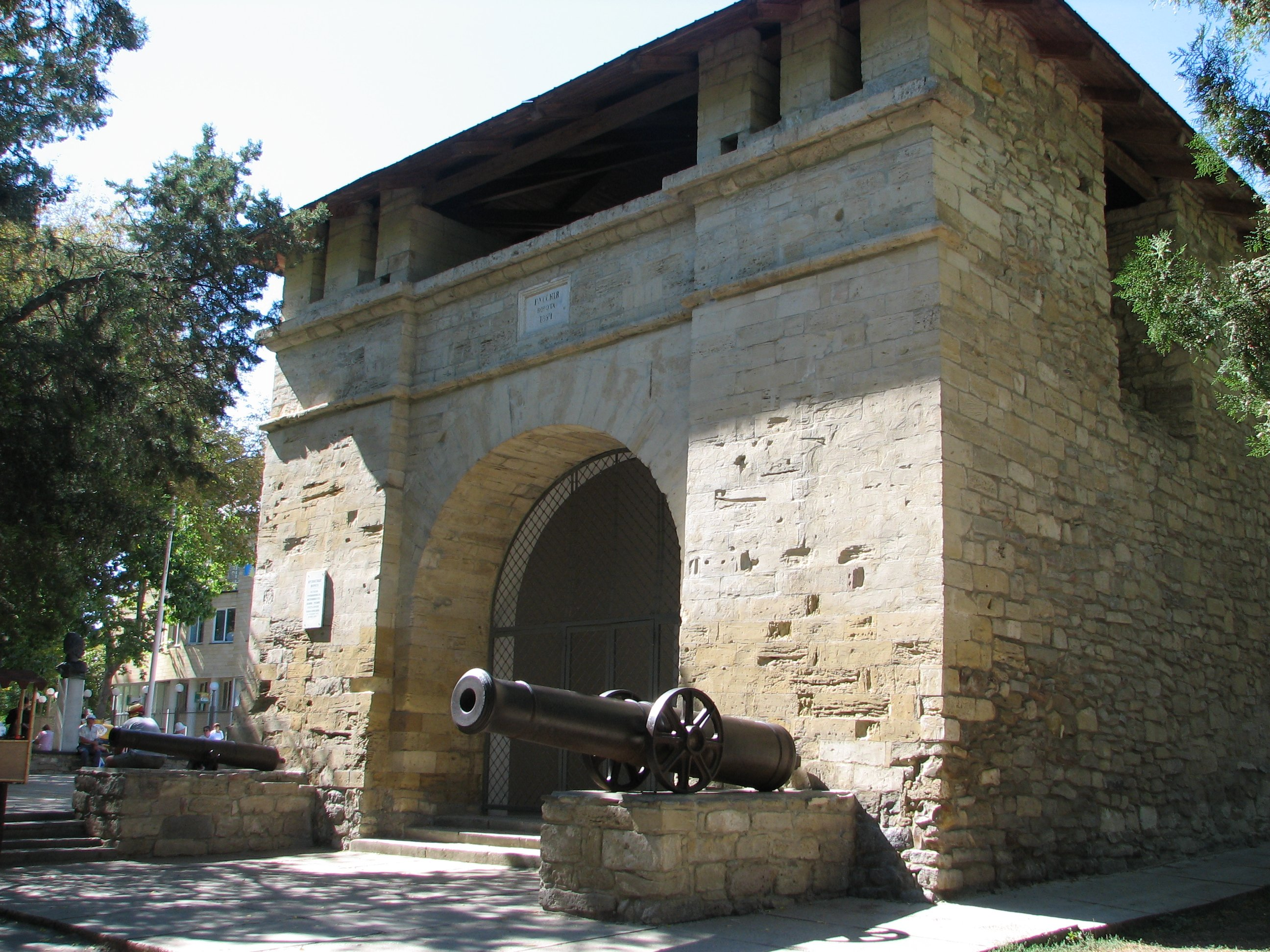
オスマン帝国の要塞の門（1787年）

15世紀頃にオスマン帝国がこの地を征服し、1791年には要塞を完成させた。現在のアナパという地名はアディゲ人がつけたものであり、18世紀頃に遡る。
ロシア帝国は何度もアナパを攻撃した。1828年に起こった露土戦争では、ロシア軍が1829年にアナパに対する攻囲戦を行い、アナパの要塞は完全に破壊された。アドリアノープル条約によりこの地はロシア帝国領となった。
1836年、要塞の跡地にコサックがスタニツァ（コサックの居住する村）を築いた。当初、ツァーリ・ニコライ1世にちなんでニコラエフスカヤと名づけられたが、1846年12月15日、アナパの名で市の地位を得た。
19世紀後半までは、アナパの住民は大半が漁業や交易に携わっていた。しかしこの頃から温暖な気候を生かした保養地としての開発が進んだ。1866年にはスパ（療養温泉）が開かれ、19世紀末から20世紀初頭にかけてサナトリウムも建設され、碁盤目状の都市計画が行われ、ロシア各地から休暇に訪れる人も増えた。十月革命後も保養地としての開発は続いた。
第二次世界大戦では、1942年から1943年にかけてドイツ国防軍がアナパを占領し、市街地は破壊された。戦後アナパは再建され黒海のリゾート都市のひとつとなり、特にピオネールの夏のキャンプなど子供向けの様々な余暇活動の舞台となった。

## 経済

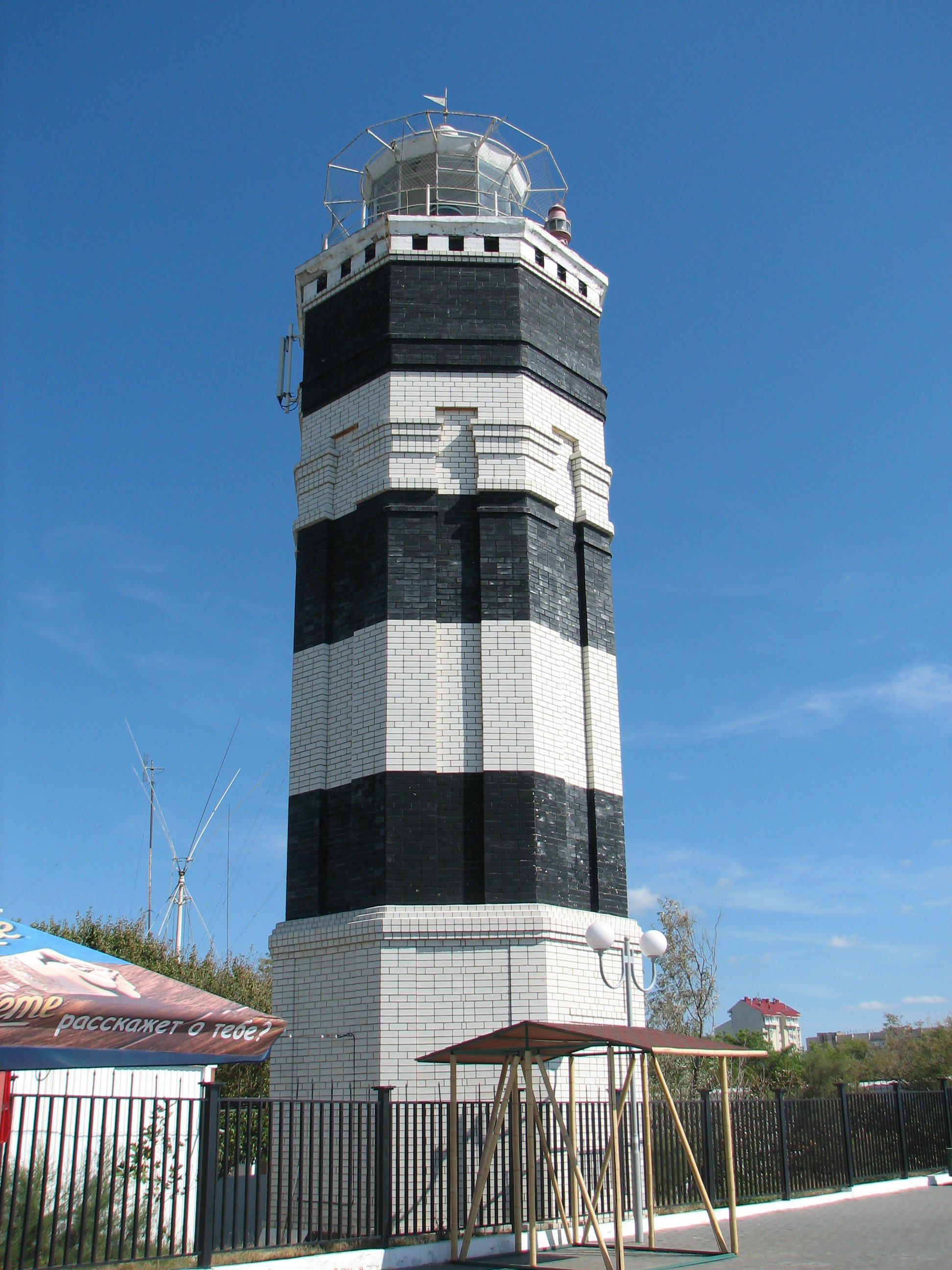
アナパの灯台

アナパの経済は観光業が中心である。アナパには観光シーズンになるごとに300万人の観光客が訪れる。ロシアでは典型的な家族向けリゾートとして知られ、ロシア各地からの空路、鉄道、道路でのアクセスが整備されている。アナパには北カフカース鉄道の駅があるほか、アナパ国際空港にはロシア各地からの路線が多く就航する。
ロシア帝国やソビエト連邦の時代から黒海沿岸には多くのリゾート都市が連なっていた。ソビエト連邦の崩壊後、ソチやアナパなどロシア領となった都市は、ウクライナ領となったクリミア半島の伝統的なリゾート都市や、グルジアのアブハジアに属したガグラなどに代わり、多くのロシア人観光客を集めている。
アナパには美しい砂浜が広がり、夏は快晴に恵まれる。ロシア国内では人気のあるアナパだが、施設が国外のリゾートに比べてよくないこと、西欧などロシア国外からの空路が少なくモスクワやクラスノダルを経由しないとたどり着けないことから、ロシア国外からの観光客は少ない。ロシアでも、トルコの地中海沿岸のアンタルヤやエジプトの紅海沿岸のシャルム・エル・シェイクに人気が集まっているが、これら高価な国外のリゾートよりも、伝統的なロシア風のリゾートで価格も安いアナパを選ぶ人は多い。
アナパ周辺の山地はワイン製造でも有名である。またアナパ周辺では大規模な観光地開発計画も進む。25km北西には長い砂浜が広がっているが、ここに「アナパ・ノヴァ」を建設する構想がある。この計画では砂浜の後背地に多数のホテルやアパート、豪華ホテルの入る超高層ビル、ショッピングセンター、別荘地、ゴルフコース、マリーナなどが予定されており、ドイツなどの資本も参加する。